# Cantó de Brezolles
El cantó de Brezolles és un cantó francès del departament d'Eure i Loir, situat al districte de Dreux. Té 18 municipis i el cap és Brezolles.

## Municipis
- Beauche
- Bérou-la-Mulotière
- Brezolles
- Châtaincourt
- Les Châtelets
- Crucey-Villages
- Dampierre-sur-Avre
- Escorpain
- Fessanvilliers-Mattanvilliers
- Laons
- La Mancelière
- Montigny-sur-Avre
- Prudemanche
- Revercourt
- Rueil-la-Gadelière
- Saint-Lubin-de-Cravant
- Saint-Lubin-des-Joncherets
- Saint-Rémy-sur-Avre

## Història
| Data d'elecció                           | Identitat         | Partit                                     | Qualitat |
| ---------------------------------------- | ----------------- | ------------------------------------------ | -------- |
| 1945-195.                                | M. Barret         | Divers droite                              |          |
| 195.-1988                                | Claude Nespoulous | SFIO, després CIR, després MRG, després PS |          |
| 1988-2001                                | Guy Barret        | UDF                                        |          |
| 2001-                                    | Gérard Sourisseau | Divers droite                              |          |
| les dades anteriors no són pas conegudes |                   |                                            |          |
|                                          |                   |                                            |          |

## Demografia
| A partir de 1990: Població sense dobles comptes |